# 渡邊頼純
渡邊 頼純（わたなべ　よりずみ、1953年 - ）は、日本の国際政治経済学者。慶應義塾大学名誉教授。関西国際大学国際コミュニケーション学部教授。藤女子大学学長。専門は、国際政治経済学（国際貿易をめぐる政治経済学）・国際通商法（GATT・WTO法）・欧州統合論（EUの諸問題）。大阪市生まれ。

## 略歴

### 学歴
- 1976年3月上智大学文学部哲学科卒業[3]
- ベルギー政府留学生としてCollege of Europe（経済学専攻）に学ぶ[3]
- 帰国後上智大学大学院国際関係論専攻で修士号取得（1981年）[3]
- 博士課程後期を単位取得満期退学（1990年）[3]。

### 職歴
- 1985－1988年在ジュネーブ国際機関日本政府代表部（専門調査員）[3]
- 1988－1990年GATT事務局関税部（経済問題担当官）[3]
- 1990－1995年南山大学経済学部（助教授）[3]
- 1995－1998年欧州連合（EU）日本政府代表部（専門調査員）[3]
- 1998－2002年大妻女子大学比較文化学部（教授）[3]
- 2002－2004年外務省経済局参事官・外務省参与[3]
- 2005－2019年慶應義塾大学総合政策学部（教授）[3]
- 2019年関西国際大学国際コミュケーション学部教授・同学部長。2015年4月より三菱ふそうトラック・バス株式会社監査役[3]
- 2023年藤女子大学副学長
- 2014年同学長

## 主要著書・論文等
- 『詳解　経済連携協定』（監修・共編著、日本経済評論社、2022年1月）[2]
- 『EUと新しい国際秩序』（共著、日本評論社、2021年12月）[2]
- 『揺れる国際経済秩序と日本』（共著、文眞堂、2019年）[2]
- 『英国のEU離脱とEUの将来』(共著、日本評論社、2018年）[2]
- 『GATT・WTO体制と日本』（増補2版、単著、北樹出版、2012年）[2]
- 『TPP参加という決断』（単著、ウェッジ、2011年）[2]

『解説　FTA・EPA交渉』（監修・共編著、日本経済評論社、2007年）
- 『WTOハンドブック』（編著、ジェトロ、2003年）[2]